# Marija Fominych
Marija Władimirowna Fominych, ros. Мария Владимировна Фоминых (ur. 6 lutego 1987 w Krasnojarsku) – rosyjska szachistka, mistrzyni międzynarodowa od 2009 roku.

## Kariera szachowa
W latach 1997–2004 wielokrotnie reprezentowała Rosję na mistrzostwach świata i Europy juniorek w różnych kategoriach wiekowych, zdobywając cztery medale: złoty (Budva 2003 – ME do 16 lat), srebrny (Oropesa del Mar 2001 – MŚ do 14 lat) oraz dwa brązowe (Heraklion 2002 – MŚ do 16 lat, Ürgüp 2004 – ME do 18 lat). Była również medalistką mistrzostw Rosji juniorek, m.in. dwukrotnie srebrną (1999 – do 12 lat, 2002 – do 20 lat).
W 2006 r. podzieliła III m. (za Zoją Sewieruchiną i Iriną Wasiljewicz, wspólnie z Natalią Zdebską) w finałowym turnieju o Puchar Rosji, rozegranym w Puszkinie. Normy na tytuł mistrzyni międzynarodowej wypełniła w latach 2007 i 2008 (w obu przypadkach w turniejach Moscow Open w Moskwie) oraz 2009 (podczas mistrzostw Europy w Petersburgu). W 2010 r. zajęła II m. w Moskwie (za Tigran Simonjanem) i we Lwowie (za Lizą Sołowiową) oraz podzieliła III m. (za Nazi Paikidze i Iriną Zakurdiajewą, wspólnie z Iriną Wasiljewicz) w mistrzostwach Moskwy kobiet.
Najwyższy ranking w dotychczasowej karierze osiągnęła 1 lipca 2005 r., z wynikiem 2335 punktów zajmowała wówczas 28. miejsce wśród rosyjskich szachistek.